# John Day (dramaturge)
Pour les articles homonymes, voir John Day et Day.
Œuvres principales
- The Parliament of Bees (1641)

John Day (1574 - 1638?) était un dramaturge de la période élisabéthaine et jacobéenne.

## Biographie

### Jeunesse
Fils de Walter Day, un agriculteur, John est né à Cawston dans le Norfolk, et a suivi sa scolarité à Ely dans le Cambridgeshire. Il entre le 24 octobre 1592, à dix-huit ans, au Gonville and Caius College de Cambridge en tant que « sizar », c'est-à-dire en bénéficiant de certaines aides concernant les repas, les frais de scolarité et le logement, en échange dans certains cas d'une tâche particulière. Mais il en est exclu le 4 mai de l'année suivante pour avoir volé un livre.
On ne sait quand il commence à écrire pour le théâtre, certains pensent avant 1593. Son nom apparaît en 1598 dans le journal de Philip Henslowe, le grand entrepreneur de spectacles de l'époque, qui conserve méticuleusement la trace de tous les paiements faits aux auteurs. Day devient rapidement l'un de ses auteurs dramatiques les plus assidus, collaborant avec Henry Chettle, William Haughton, Thomas Dekker, Richard Hathway et Wentworth Smith. Le journal de Henslowe nous apprend qu'en six années, de 1598 à 1603, John Day écrit seul ou en collaboration vingt-deux pièces de théâtre ; et globalement on lui connaît une participation plus ou moins complète dans une trentaine de pièces, en grande majorité perdues aujourd'hui.
Malgré cette débordante activité, il ne semble pas avoir été rémunéré proportionnellement à sa production, si l'on en juge par les maigres emprunts de cinq shillings, et même de deux shillings, que lui concède Henslowe, qui précise, bizarrement pour des sommes aussi minimes,  « payé en argent comptant ». On ne connaît rien de sa vie privée en dehors de ces menus détails de comptabilité et de quelques remarques désobligeantes de Ben Jonson à son sujet. Lors de sa visite à Hawthornden Castle (en) en janvier 1619, Jonson, parlant à William Drummond, traite Day, Dekker et Edward Sharpham de « filous », ajoutant ensuite que Gervase Markham est un « méchant homme », tout comme Day et Thomas Middleton,.
Cela peut refléter ses capacités, puisque, parmi tous les dramaturges travaillant régulièrement pour Henslowe, il est l'un des deux seuls à ne pas être loués ni même mentionnés par Francis Meres dans sa liste des meilleurs écrivains de l'année 1598. Il ne figure pas non plus dans The Hierarchy of the Blessed Angels de Thomas Heywood. Dans Peregrinatio Scholastica, or Learning's Pilgrimage, une collection de vingt-deux « sketches moraux » écrits vers la fin de sa vie, mais qui ne furent publiés qu'en 1881, il se lamente que « malgré son industrie, il soit forcé de dormir dans les buissons des mendiants », ou, à un autre endroit, il se dit « être encalminé dans un brouillard de nécessités », « étant dédaigné par le Crédit et l'Opinion ».
Il semble que ce soit lui le « John Daye, yeoman » qui tue un autre dramaturge, Henry Porter, lors d'une querelle à Southwark le 6 juin 1599,. S'il s'agit bien de lui, cela n'a pas semblé affecter sa carrière, car il continue sa collaboration avec des écrivains comme Henry Chettle, qui avait pourtant travaillé avec Porter.

### Carrière de dramaturge

#### Premiers écrits
La première pièce dans laquelle Day apparaît comme coauteur est The Conquest of Brute, with the finding of the Bath (1598), qui est perdue, comme la plupart de ses premières œuvres. Son premier ouvrage qui nous soit resté, écrit en collaboration avec Chettle, est The Blind Beggar of Bethnal Green (joué en 1600, imprimé en 1659), un drame se déroulant pendant les premières années du règne de Henri VI. Il porte le sous-titre de The Merry Humor of Tom Strowd, the Norfolk Yeoman, et eut un tel succès qu'une deuxième, puis une troisième partie sont produites l'année suivante par Day et Haughton. The Isle of Gulls, (« L'Île des mouettes ») (jouée et imprimée en 1606), est une comédie en prose basée sur l'Arcadia de Sir Philip Sidney, empruntant à l'occasion mot à mot des passages de cette œuvre. Son dialogue léger contient beaucoup d'allusions satiriques dont la plupart des clés sont à présent perdues. Pourtant Swinburne remarque que le burlesque du sermon puritain de Manasse, le secrétaire de Basilius, duc d'Arcadie et personnage principal de la pièce, est une curieuse anticipation de l'éloquence de Mr. Chadband dans La Maison d'Âpre-Vent de Dickens, deux siècles et demi plus tard.
En 1607, Day produit, conjointement avec William Rowley et George Wilkins, The Travels of the Three English Brothers (en) (« Les Pérégrinations de trois frères anglais »), qui détaille les aventures de Sir Thomas, de Sir Anthony et de Robert Shirley. Le personnage de Zariph le juif est indéniablement calqué sur celui de Shylock du Marchand de Venise.
En 1608, Day publie deux comédies, Law Tricks, or Who Would have Thought it? et Humour out of Breath. On retrouve parfois dans Law Tricks certaines ressemblances avec Périclès, prince de Tyr de Shakespeare. Humour out of Breath est écrite principalement en vers, et son dialogue est vif et brillant sans le poli agaçant de l'euphuisme.

#### The Parliament of Bees
La réputation de Day repose principalement sur The Parliament of Bees (en) (« Le Parlement des abeilles »). Ce masque raffiné et original, mis sous la forme d'une série de douze églogues pastorales, relate sous une forme attrayante « les agissements, les naissances, les guerres et les séductions » du peuple des abeilles. Celui-ci a mis en place un parlement, présidé par Prorex, le vice-roi des abeilles, et diverses plaintes sont portées contre le faux-bourdon, la guêpe, le bourdon et autres contrevenants. Cette allégorie satirique se termine par l'entrée du roi Oberon qui rend la justice à tous et bannit les délinquants. On trouve dans cette pièce des passages ressemblant à ceux de Wonder of a Kingdom (1636) et de The Noble Spanish Soldier (1634) de Thomas Dekker. Les passages qui rappellent The Noble Spanish Soldier (« Le Noble Soldat espagnol ») comprennent notamment des mentions à la langue espagnole, qui n'ont de sens que dans la pièce de Dekker. Ainsi dans The Parliament of Bees, character 4, ligne 1, Arminger demande à Don Cocadillio si Prorex « a le loisir de parler espagnol avec une abeille de service ». Comme Don Cocadillio lui répond que non, Arminger s'emporte sans raison apparente, car la scène n'a aucun rapport avec l'Espagne ou la langue de ce pays à la différence de la pièce de Dekker. Cela suggère que celle-ci a servi de modèle à Day, hypothèse renforcée par le fait qu'il n'existe aucune édition de The Parliament of Bees antérieure à 1641. La beauté et l'ingéniosité de cette pièce ont été remarquées et louées chaudement par Charles Lamb, ce qui a accru la notoriété de l’œuvre de Day, le sortant de l'obscurité près de deux siècles après sa mort.

#### Autres écrits
Les six ouvrages dramatiques de Day que nous possédons aujourd'hui montrent une inventivité délicate et recherchée qui lui est personnelle. Dans une large mesure, il entretient le style théâtral de John Lyly, et affecte une sorte d'euphuisme retenu. Sans jamais abandonner totalement ces caractéristiques, la comédie de Day révèle également certaines influences des premiers satiristes jacobéens, tels que John Marston, qui, tout comme Day, écrivait pour les troupes enfantines. The Maid's Metamorphosis (en) (1600), tout d'abord considéré comme une œuvre posthume de Lyly, peut bien être un des premiers ouvrages de Day. Cette pièce possède en tout cas nombre des marques caractéristiques de Day.
Son œuvre en prose Peregrinatio Scholastica or Learninges Pilgrimage, qui date de ses dernières années, est imprimé par Arthur Henry Bullen (en) d'après un manuscrit de Day. Des analyses basées en partie sur ses œuvres suggèrent qu'il a participé aux pièces anonymes The Pilgrimage to Parnassus et Return from Parnassus.

### Mort
La date de sa mort est inconnue. Mais en 1640, John Tatham publie dans son Fancies Theater une étrange élégie « À son cher ami M. John Day », où il fait des jeux de mots faciles avec « Day » et « day ». Ce poème permet de savoir que la date de sa mort est antérieure à cette publication.

## Œuvres
Pièces de théâtre
1. The Conquest of Brute, with the first finding of the Bath, (1598), assistant de Chettle, qui reçoit la plus grande part de la somme versée par Henslowe[14]
2. The Tragedy of Merry, tragédie domestique (1599), collaboration avec Haughton
3. The Tragedy of Cox of Collumpton, tragédie domestique (1599), avec Haughton
4. The Orphan's Tragedy (1599), collaboration avec Chettle et Haughton
5. The Italian Tragedy of … (1599 – 1600). Un blanc est laissé dans le journal de Henslowe[15]
6. The Spanish Moor's Tragedy (1599 – 1600), avec Dekker et Haughton
7. The Seven Wise Masters (1599 – 1600), avec Dekker et Haughton
8. The Golden Ass, and Cupid and Psyche (1600), avec Dekker et Chettle
9. The Blind Beggar of Bednal Green (1600), avec Chettle, publié en 1659
10. Deuxième partie de The Blind Beggar (1600 – 1601), avec Haughton
11. Troisième partie de The Blind Beggar (1600 – 1601), avec Haughton
12. The Conquest of the West Indies (1601), avec Haughton et Wentworth Smith
13. The Six Yeomen of the West (1601), avec Haughton
14. Friar Rush and the Proud Woman of Antwerp (1601), avec Haughton
15. Seconde partie de Tom Dough (1601), avec Haughton (il n'est fait nulle part mention de la première partie[16])
16. The Bristol Tragedy (1602)
17. Merry as may be (1602), avec Richard Hathwaye et Smith
18. The Black Dog of Newgate (1602), avec Hathwaye, Smith et « un autre poète »[17]
19. Seconde partie de The Black Dog (1602 – 1603), avec Hathwaye, Smith et un autre poète. Le troisième auteur n'est toujours pas nommé, soit modestie de sa part, soit la graphie de son nom défie trop sévèrement l'habileté orthographique très chaotique de Henslowe[17]
20. The Unfortunate General (1602 - 1603), avec Hathwaye et Smith[18]
21. The Boast of Billingsgate (1602 - 1603), avec Hathwaye et Smith. Le journal de Philip Henslowe, imprésario et propriétaire de théâtres, qui avait fourni ces détails, s'arrête à cette date.
22. Shore's Wife (1603), avec Chettle, écrit pour la troupe de Lord Worcester
23. The Isle of Gulls, jouée en (1606) au Blackfriars, réimprimée en 1633
24. The Travels of the Three English Brothers (1607), avec William Rowley et George Wilkins
25. Law Tricks, or Who Would have Thought it? (1608)
26. Humour out of Breath, comédie principalement en vers (1608)
27. The Madde Prancks of Merry Moll of the Bankside, entré dans le registre des libraires en 1610
28. The Life and Death of Guy of Warwick, entré dans le registre des libraires en 1619, en collaboration avec Dekker
29. The Bellman of Paris, une « French tragedy »[4], mentionnée par sir Henry Herbert, intendant des Menus-plaisirs, le 30 juillet 1623
30. Come See a Wonder, mentionné par Henry Herbert en septembre 1623[6]

Poèmes
- The Miracles of Christ (perdu)[6]
- Acrostic Verses upon the name of his worthie friende Maister Thomas Dowton

## Publications
Ses œuvres, éditées par Bullen, sont imprimées par Chiswick Press en 1881. Le même éditeur inclut The Maid's Metamorphosis dans le volume 1 de sa Collection of Old Plays. The Parliament of Bees et Humour out of Breath sont imprimées dans Nero and other Plays (Mermaid Series (en), 1888), avec une introduction d'Arthur Symons. Une critique d'Algernon Charles Swinburne figure dans The Nineteenth Century (octobre 1897).